# Star Wars Celebration

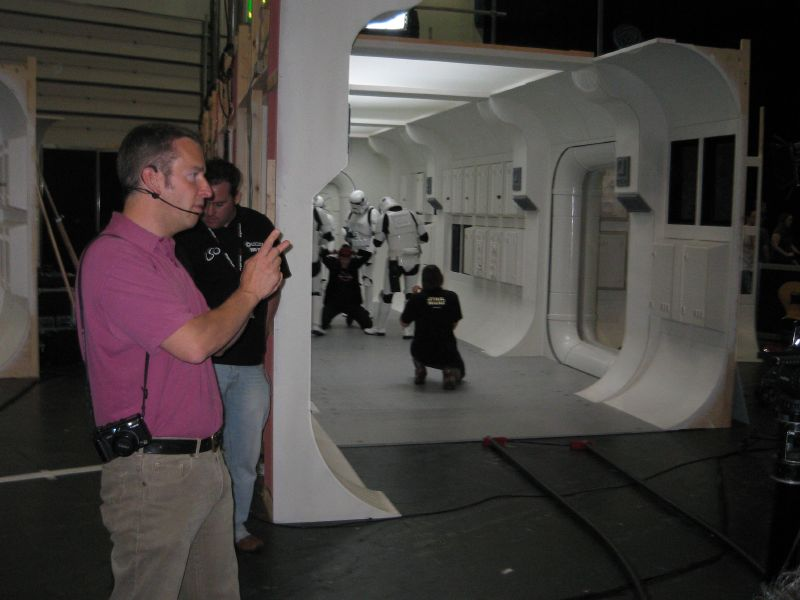
Star Wars Celebration Europe I in London

Die Star Wars Celebration ist das weltgrößte Treffen von Fans der Science-Fiction-Filmsaga Star Wars.
Das Treffen geht auf ähnliche Veranstaltungen zurück, die bereits seit längerer Zeit in den USA stattfinden. Das erste offizielle Treffen gab es dort 1987. Zur zweiten Auflage im Frühjahr 1999, bezeichnet als „Celebration I“, kurz vor dem Filmstart von Episode I, kamen bei strömendem Regen über 10.000 Besucher, zur Celebration II 2002 in Indianapolis – zwei Wochen vor dem Kinostart von Episode II – bereits 25.000 Besucher. Die Celebration IV fand anlässlich des 30-jährigen Jubiläums der Filmreihe 2007 in Los Angeles statt, die Celebration VI 2010 in Orlando.
Zum 30-jährigen Jubiläum der Filmsaga im Jahr 2007 wurde die erste Celebration Europe (CE) aus der Taufe gehoben, sie fand vom 13. bis 15. Juli 2007 im Exhibition Centre London statt, besucht von rund 30.000 Fans.
Die zweite CE wurde vom 26. bis 28. Juli 2013 in der Messe Essen abgehalten; erneut kamen rund 30.000 Besucher. Unter anderem waren, wie auf allen bisherigen Conventions, wieder mehrere Schauspieler aus der Kinofilmreihe zu Gast. Es wurden Originalkulissen sowie Nachbauten von Requisiten gezeigt, Fanartikel aller Art zum Kauf angeboten, diverse Filme vorgeführt und mehr.
Die Star Wars Celebration Europe fand von 15. bis 17. Juli 2016 erneut im London Exhibition Centre statt.
Veranstalter der CE ist Reed Exhibitions (ein Unternehmen des Medienkonzerns Reed Elsevier) in Kooperation mit Lucasfilm (Disney-Konzern).
Die Star Wars Celebration Orlando 2017 fand im Orange County Convention Center der Stadt Orlando in Florida vom 13. bis 16. April 2017 statt.
Die Star Wars Celebration Chicago 2019 fand im US-Bundesstaat Illinois in der Stadt Chicago im dortigen Kongresszentrum McCormick Place vom 11. bis 15. April 2019 statt.
Die geplante Star Wars Celebration Anaheim 2020, die vom 18. bis 21. August 2020 oder 27. bis 30. August 2020 stattfinden sollte, wurde wegen der globalen Corona-Pandemie abgesagt und um 2 Jahre verschoben ohne den Veranstaltungsort zu ändern.
Die Star Wars Celebration Anaheim 2022 fand in der kalifornischen Stadt Anaheim im hiesigen Anaheim Convention Center vom 26. bis 29. Mai 2022 statt.
Die Star Wars Celebration Europe 2023 fand in London vom 7. bis 10. April 2023 im Exhibition Centre London "ExCeL" statt.
Die Star Wars Celebration Japan 2025 wurde in Tokio vom 18. bis 20. April 2025 im Makuhari Messezentrum abgehalten.
Die nächste Celebration soll wieder in Kalifornien stattfinden; die kommende Star Wars Celebration Los Angeles 2027 wurde für den Zeitraum vom 1. bis 4. April 2027 mit dem Los Angeles Convention Center als Veranstaltungsort angekündigt.